# Eisenbahnunfall von Bouhalouane
Bei dem Eisenbahnunfall von Bouhalouane entliefen am 27. Januar 1982 die Wagen eines besetzten Personenzuges bei einem Rangiermanöver in einem Gefälle und stießen mit einem Güterzug zusammen. 131 Tote waren die Folge.

## Ausgangslage
Der Zug war von Oran nach Algier in Algerien unterwegs und bestand aus einer Diesellokomotive und 8 Personenwagen. Die Strecke weist hinter dem Bahnhof von Bouhalouane in der Provinz Chlef eine Steigung zu einer Passhöhe auf. Der Zug kam in dieser Steigung gegen 1:30 Uhr zum Stehen, da die Lokomotive sich als nicht stark genug erwies.

## Unfallhergang
Das Personal der Lokomotive kuppelte diese ab, um Hilfe zu holen. Bei den zurückgelassenen Wagen versagte allerdings die Bremse, so dass sie rückwärts bergab rollten. Im Bahnhof von Bouhalouane stießen sie mit einem dort wartenden Güterzug zusammen.

## Folgen
Die Personenwagen wurden dabei zertrümmert und ineinander geschoben. 131 Menschen starben, 200 Passagiere und Eisenbahnmitarbeiter wurden darüber hinaus verletzt.